# Heinrich Schmitthenner
Heinrich Wilhelm Schmitthenner (* 3. Mai 1887 in Neckarbischofsheim; † 19. Februar 1957 in Marburg) war ein deutscher Geograph.

## Leben
Schmitthenner war der Sohn des Pfarrers Adolf Schmitthenner und der Bruder des Militärhistorikers Paul Schmitthenner. 1893 zog seine Familie nach Heidelberg, wo er 1907 die Reifeprüfung ablegte und anschließend u. a. Geographie, Geologie und Mineralogie studierte. Nach seiner Promotion bei Alfred Hettner im Jahr 1911 zum Thema der Oberflächengestaltung im nördlichen Schwarzwald, habilitierte er sich 1919 in Heidelberg und war ab 1923 außerordentlicher Professor in Heidelberg, ab 1928 in Leipzig und von 1946 bis 1955 in Marburg. Er unternahm Forschungsreisen nach Nordafrika sowie Ost- und Südostasien. Seine Forschungsarbeiten betrafen vor allem die Länderkunde der von ihm bereisten Länder und Geomorphologie, dabei insbesondere Schichtstufenlandschaften.
Seit 1934 war er korrespondierendes Mitglied der Sächsischen Akademie der Wissenschaften. 1939 wurde er zum Mitglied der Deutschen Akademie der Naturforscher Leopoldina gewählt. Bei Schmitthenner promovierten unter anderem Herbert Wilhelmy, Martin Schwind und Franz Tichy.

## Werke
- Die Oberflächengestaltung des nördlichen Schwarzwaldes (Dissertation, 1913)
- Die Oberflächenformen der Stufenlandschaft zwischen Maas und Mosel (1923)
- Tunesien und Algerien (1924)
- Chinesische Landschaften und Städte (1925)
- China im Profil (1934)
- Lebensräume im Kampf der Kulturen (1938, 2. Auflage 1951)
- Studien über Carl Ritter (1951)
- Probleme der Schichtstufenlandschaft (1956)